# Lino Villa
Lino Villa (Villasanta, 29 aprile 1946 – Monza, 7 dicembre 2018) è stato un calciatore italiano, di ruolo attaccante, soprannominato Pancho.

## Carriera
Cresciuto nella Juventus, nel 1966 si trasferisce al Messina con cui gioca due campionati di Serie B totalizzando 52 presenze e 10 gol.
Nel 1968 gioca con l'Alessandria in Serie C, mentre nel 1969 con il Savoia vince il campionato di Serie D e risulta il capocannoniere del suo girone, disputando con gli oplontini anche il successivo torneo di C. Dopo aver militato nel Campobasso in Serie D, nel 1974 passa al Cosenza con cui ottiene una promozione in Serie C nel campionato 1974-1975.
È scomparso il 7 dicembre 2018.

## Palmarès

### Club

#### Competizioni nazionali
- Serie D: 2

Savoia: 1969-1970
Cosenza: 1974-1975